# Eoscarta fusca
Eoscarta fusca är en insektsart som beskrevs av Victor Lallemand 1949. Eoscarta fusca ingår i släktet Eoscarta och familjen spottstritar. Inga underarter finns listade i Catalogue of Life.